# 酢酸銅(II)
酢酸銅(II)（さくさんどう、 Copper(II) acetate）は、化学式 Cu(CH3COO)2 または省略して Cu(OAc)2 の化合物である。式量は181.64、CAS登録番号は[142-71-2]。普通は一水和物として得られる。一水和物は緑青色の結晶で、水またはエタノールに可溶である。芳香族アミンにアクリロニトリルを作用させてシアノエチル化する際に、触媒として用いられる。また、草木染めの媒染剤、殺菌剤、サメからの攻撃を避けるためのサメ忌避剤として用いられる。多くのデータベースに融点が115℃と記載されているが、実際には115℃付近では一水和物の水分子の脱離反応が進行する。

## 構造
酢酸銅の水和物は、Rh(II)やCr(II)の四酢酸にも見られる「ピンホイール」構造をとる。酢酸基の酸素原子は銅原子と197pmの距離で結合している。配位圏を完成させているのは2つの水の配位子で、Cu-O間の距離は220pmである。2つの5配位銅原子間の距離は、金属銅のCu-Cu距離に近い262pmであり、2つの銅中心が相互作用することで磁気モーメントが減少し、約-183.15℃（90K）において、Cu2(OAc)4(H2O)2は本質的に反磁性となる。Cu2(OAc)4(H2O)2は、隣接する銅原子の相反するスピンが打ち消されることで低温反磁性を示すという、現代の反強磁性交換結合の理論を発展させる上で重要なステップとなった。

## 化学合成での利用
酢酸銅(II)は有機化学において、触媒や酸化剤として広く使われる物質である。例えば、2分子のアルキンをカップリングさせ、1,3-ジインを合成するグレーサー反応 (Eglinton法) に使われる。
{\displaystyle {\ce {{Cu2(OAc)4}+2RC{\equiv }CH->{2CuOAc}+{RC{\equiv }C-C{\equiv }CR}+2HOAc}}}